# Ciłynne
Ciłynne (ukr. Цілинне, ros. Целинное, Celinnoje) – wieś na Ukrainie, w Autonomicznej Republice Krymu (de iure stanowiącej integralną część państwa ukraińskiego, w 2014 anektowanej przez Rosję i odtąd funkcjonującej jako Republika Krymu), w rejonie dżankojskim. W 2001 liczyła 1123 mieszkańców, wśród których 168 wskazało jako ojczysty język ukraiński, 846 rosyjski, 93 krymskotatarski, 1 mołdawski, 2 ormiański, a 13 inny. Według spisu ludności przeprowadzonego przez okupacyjne władze rosyjskie populacja wsi w 2014 wynosiła 900 osób.